# Leif Skov (festivalsarrangør)
 For alternative betydninger, se Leif Skov. (Se også artikler, som begynder med Leif Skov)
Leif Skov (født 30. december 1946) er tidligere leder af Roskilde Festival. 
Leif Skov har realeksamen fra Frederiksborg Realskole i 1963 og blev uddannet som lærer med linjefagene idræt og engelsk fra Holbæk Seminarium.
Han deltog som tilskuer på Roskilde Festival i 1971,
begyndte som medhjælper på Roskilde Festivalen i 1972 og blev dets leder i 1977.
Han var leder indtil 2002.
Leif Skov var stiftende medlem af brancheorganisationen for festivaler Yourope, og 
i 2011 modtog han denne organisations Lifetime Achievement Award.
Efter virket hos Roskilde Festivalen har han været involveret i opbygningen af Danmarks Rockmuseum
og i Tønder Festival.
Leif Skov blev ridder af Dannebrog i 1998.